# Технически университет Минна академия Фрайберг
Технически университет „Минна академия“, Фрайберг (съкр. TUBAF) е университет, намиращ се в средносаксонския град Фрайберг, провинция Саксония, Германия.

## История

### До 1989 година
Минна академия Фрайберг е създадена през 1765 г., по време на Просвещението, като школа за висше професионално обучение на миньорите от принц Франц Ксавер фон Заксен по плановете на Фридрих Вилхелм фон Опел (1720 – 1767), Карл Вилхелм Бено фон Хайниц под името Курфюрстка саксонска минна академия във Фрайберг (от 1806: Кралска саксонска академия във Фрайберг). Откриването било наложително, защото след поражението в Седемгодишната война e трябвало да се форсира минното дело, за да могат да се изплащат наложените репарации.
След като по-рано създадените 4 минни академии – в Потоси (Боливия, 1557 – 1786), Конгсберг (Норвегия, 1757 – 1814), Банска Ставница (1762 – 1919) и Прага (1762 -
1772), не съществуват от дълго време, Минна академия Фрайберг остава най-старото, все още съществуващо висше училище, свързано с минното дело.
В академията са открити 2 химични елемента: индий (1863, от Фердинанд Райх и Теодор Рихтер) и германий (1886, от Клеменс Винклер).
До създаването на Техническия университет в Дрезден през 1871 г. Минна академия Фрайберг е най-висшето техническо училище в Кралство Саксония. През 1899 г. университетът е признат за техническо висше училище. През 1905 г. получава право да връчва степен „доктор на инженерните науки“, а през 1939 – „доктор на естествените науки“ (Doctor rerum naturalium).
От 1940 г. има факултет по минно дело и металургия, а от 1955 г. – инженерно-икономически и природно-математически факултет. През 1955 г. е създаден работническо-селският факултет „Вилхелм Пик“. В областта на изследователската дейност професорите Ерих Рамлер и Георг Билкенрот (газификация чрез кафяви въглища) са наградени през 1951 г. с „Национална награда на ГДР – първи клас“ за работата им върху високотемпературен кокс от кафяви въглища.

### От 1989 година
Поради Обединението на Германия по-голямата част от построената инфраструктура на ТУ е правово преоформена.
В днешно време ТУМАФ развива дейност в областта на изследването на полупроводниците заради преместването в района на Фрайберг на предприятие от полупроводниковата индустрия („Силтроник Дойче Солар“ – дъщерна компания на „Соларуърлд“). Заедно с науките за земята и материалните науки ТУМАФ развива все повече и изследванията в областта на екологията.
ТУМАФ се е утвърдил като „университет със затворен кръговрат на веществата“, а в световен мащаб – като модерно и екологично висше училище.
От 2003 г. се връчва Наградата „Ханс Карл фон Карловиц“ за изключителни успехи в областта на опазването на околната среда, учредена от Многодисциплинарния екологичен център, спонсориран от Обединението за партньорски програми. С наградата трябва да бъдат зачитани изключителни работи на студенти и научни работници, завършили университета.
ТУ е свързан главно с науките за Земята, с което е световноизвестен. Притежава най-голямата колекция от скални и минерални експонати. От 2008 г. тя е изложена в замъка Фройденщайн. ТУМАФ е единственото висше училище в Германия, където се преподава специалността „Индустриална археология“.

## Стипендии
- Стипендия „Доктор Ерих Крюгер“  Архив на оригинала от 2010-04-20 в Wayback Machine.
- Стипендия „Технически университет Минна академия Фрайберг“  Архив на оригинала от 2010-04-20 в Wayback Machine.
- Стипендия на Провинциалната спестовна каса Фрайберг  Архив на оригинала от 2010-07-24 в Wayback Machine.

## Структура

### Централно управление
- Ректорат
- Дирекция 1 – Управление на сградния фонд и строителството
- Дирекция 2 – Следване, изследвания и връзки с обществеността
- Дирекция 3 – Човешки ресурси
- Дирекция 4 – Управление на финансите

### Факултети
Университетът има 6 факултета:
- Факултет по математика и информатика (Факултет 1)
- Факултет по физика и химия (Факултет 2)
- факултет по земни науки, геотехника и минн дело (Факултет 3)
- факултет по машиностроене, изследователска и електротехника (Факултет 4)
- факултет по материалознание и технология на материалите (Факултет 5)
- факултет по икономически науки (Факултет 6)

През летния семестър на 2006 в ТУМАФ са се записали общо 4227 студенти, от които 40% жени и 8% чужденци.

### Центрове и институти
- Международен университетски център „Александер фон Хумболт“
- Университетска библиотека „Георгиус Агрикола“
- Университетски изчислителен център
- Академия за изследвания и научни степени
- Многодисциплинен екологичен център
- Студентски колеж
- Институт за научна и техническа история
- Езиков център
- Университетски спортен център
- Медицински център
- Университетски архив
- Учебни и изследователски мини „Райхе Цехе“ и „Алте Елизабет“
- Научни сбирки

## Международно сътрудничество
Днес ТУМАФ поддържа контакти с 42 университета и други висши училища от цял свят, сред които са:
- Университет Гент, Белгия
- Минно-геоложки университет „Свети Иван Рилски“, България
- Технически университет София, България
- Университет Олбор, Дания
- Технически университет Талин, Естония
- Технически университет Хелзинки, Финландия
- Технически университет Тампере, Финландия
- Национален политехнически институт Лориан, Франция
- Национален технически университет Атина, Гърция
- Университет Лийдс, Англия
- Римски университет, Италия
- Технически университет Виена, Австрия
- Технически университет Краков, Полша

## Известни преподаватели и студенти
- Йохан Фридрих Аугуст Брайтхаупт – следване 1811 – 1813, професура 1826 – 1866
- Карл Бернхард фон Кота – следване 1827 – 1831, професура от 1842
- Вилхелм Фишер (1796 – 1884) – следване от 1813
- Георг Филип Фридрих фон Харденберг – следване 1797 – 1799
- Фридрих Емил Хайн – следване 1886−1890
- Юлиус Амброзиус Хюлсе – следване 1830−1834
- Александър фон Хумболт – следване 1790 – 1792
- Хербер Йобст – следване през 1950-те
- Карл Алфонс Юраски – професура 1941−1945
- Теодор Кьорнер – следване 1808
- Карл Густав Крайшер – професура 1871−1891
- Вилхелм Аугуст Лампадиус – професура 1794 – 1842
- Адолф Ледебур – професура 1874−1906
- Ернст Йохан Траугот Леман (1777−1847) – професура 1834−1847
- Карл Едвин Лойтолд – професура 1876−1883
- Михаил Василиевич Ломоносов – следване 1739−1740
- Карл Емануел Льошер – следване 1775−1777
- Курт Мербах – следване от 1856
- Курт Адолф Нето – следване 1864−1869
- Фюрхтегот Леберехт фон Норденфлихт – следване 1778 – 1780
- Карл Еугениус Пабст фон Охаин – администратор 1769−1784
- Ервин Папериц – професура 1892−1927, ректор (1901 – 1903, 1905 – 1907)
- Георг Фридрих Фердинанд принц на Прусия – следване 1996−2000
- Фердинанд Райх – следване 1816 – 1819, професура 1824 – 1866
- Теодор Рихтер – следване 1843 – 1847, професура 1856 – 1896
- Карл Шифнер – професура 1902 – 1930
- Райнхард Шмид – професура от 2001
- Георг Унланд – професура от 1993, ректор 2000 – 2008
- Фридрих Вилхелм Швамкруг – следване 1826−1830
- Георг Хайнрих Вале – професура 1883−1891
- Юлиус Лудвиг Вайсбах – следване 1822−1826, професура 1836−1871
- Абраам Готлоб Вернер – следване 1769 – 1771, професура 1775 – 1817
- Клеменс Александер Винклер – следване 1857 – 1859, професура 1873 – 1902

## Почетни личности
За признание към личности, непринадлежащи към висшето училище, заради техните заслуги към Минна академия Фрайберг, се връчва почетна награда. С нея са отличени 4 личности:
- Виктор Петрович Соловиев, професор в Московския институт за стомани и сплави – 1991
- Витали Иванович Комашченко, професор в Московската академия за геоложки проучвания – 1991
- Бронислав Баркански, професор в Академията по минно дело и металургия, Краков – 2005
- Райнхард Шмид, президент на Саксонския минен съвет – 2006

## В интернет
- Официален сайт
- Уебсайт на Международния университетски център „Александер фон Хумболт“ Архив на оригинала от 2008-09-22 в Wayback Machine.
- Уебсайт на най-голямата минерална сбирка в света Архив на оригинала от 2012-07-11 в Wayback Machine.

|  | Тази страница частично или изцяло представлява превод на страницата Technische Universität Bergakademie Freiberg в Уикипедия на немски. Оригиналният текст, както и този превод, са защитени от Лиценза „Криейтив Комънс – Признание – Споделяне на споделеното“, а за съдържание, създадено преди юни 2009 година – от Лиценза за свободна документация на ГНУ. Прегледайте историята на редакциите на оригиналната страница, както и на преводната страница, за да видите списъка на съавторите. ВАЖНО: Този шаблон се отнася единствено до авторските права върху съдържанието на статията. Добавянето му не отменя изискването да се посочват конкретни източници на твърденията, които да бъдат благонадеждни. |